# Scream (trilha sonora)
A trilha sonora de Scream foi composta por Marco Beltrami, sendo seu primeiro trabalho em um longa-metragem. A assistente de Craven, Julie Plec, queria um compositor que fosse "novo", "moderno" e "maravilhoso", então o nome de Beltrami foi sugerido por várias pessoas, fazendo com que a produção contatasse-o para ele apresentar seu trabalho. Craven, impressionado com o que ouviu, pediu que o compositor fosse ao set para assistir os treze minutos iniciais do filme, que contêm a introdução e a morte da personagem de Barrymore. Beltrami ficou encarregado de compor uma trilha para esta cena, que seria revista, posteriormente, pelos produtores e pelos irmãos Weinstein. Beltrami foi contratado para trabalhar no filme inteiro com base em seu trabalho para os treze minutos iniciais, mas ele não teve nenhuma experiência anterior em um filme de terror, e isso fez com que Craven e o editor Patrick Lussier ajudassem-no sobre como compor uma música que aumentaria a tensão e como enfatizar os momentos mais intensos do filme. 

## Álbuns
O álbum com a trilha sonora original do filme foi lançado em 17 de Dezembro de 1996 pela TVT Records. A trilha sonora apresenta 11 músicas — a maioria das quais apareceu em várias cenas do filme — e mais uma faixa bônus, a "Trouble In Woodsboro"/"Sidney's Lament", de Beltrami. A versão da "School's Out", de Alice Cooper, apareceu no filme após o cancelamento das aulas, mas no álbum foi substituída por uma versão cover da banda The Last Hard Men. Uma versão acústica de "Do not Fear the Reaper", da Blue Öyster Cult, realizada pelo cantautor Gus Black, toca suavemente em segundo plano enquanto Sidney e Billy discutem seu relacionamento. O analista Jeff Smith descreve a escolha musical como:
Um comentário irônico sobre a brutalidade que acabamos de ver na sequência de abertura. Mais importante ainda, no entanto, a alusão ao clássico Blue Öyster Cult reformula o título da música literalizando o seu significado. Enquanto o próprio título invoca o Reaper como um símbolo popular para a morte, o filme apresenta-nos com uma pessoa real, que não só se veste como Grim Reaper, mas também desencadeia vingança homicida sobre os outros personagens da obra. A ironia aqui, é claro, é que o próprio Billy é um dos dois assassinos do filme e, de fato, é o Reaper que se teme.
A música "Red Right Hand", da Nick Cave and the Bad Seeds, ouvida no primeiro filme, também é usada em Scream 2 e Scream 3. Nick Cave realizou uma versão da faixa escrita especificamente para Scream 3. Uma versão alternativa do vídeo musical "Drop Dead Gorgeous", da banda Republica, com clipes do filme, foi exibida em redes musicais, como a MTV. Embora a música possa ser ouvida no filme, ela não está incluída no álbum da trilha sonora. A canção também foi usada em um dos comerciais de televisão do filme. O álbum da trilha sonora não foi considerado um sucesso, deixando de aparecer no Billboard 200. AllMusic premiou-o com 3 em 5 estrelas.
| Scream: Música da Dimension Motion Picture |                                           |                                                                       |                             |         |  |
| N.º                                        | Título                                    | Compositor(es)                                                        | Intérprete(s)               | Duração |  |
| 1.                                         | "Youth of America"                        | Joey Ammo                                                             | Birdbrain                   | 3:03    |  |
| 2.                                         | "Whisper"                                 | Mark Rew, Keith Brown, Kerry Brown                                    | Catherine                   | 3:12    |  |
| 3.                                         | "Red Right Hand"                          | Mick Harvey, Nick Cave e Thomas Wydler                                | Nick Cave and the Bad Seeds | 6:11    |  |
| 4.                                         | "(Don't Fear) The Reaper"                 | Donald Roeser                                                         | Gus Black                   | 4:47    |  |
| 5.                                         | "Artificial World [Interdimensional Mix]" | Julee Cruise, Louis Tucci, Supa D.J. Dmittry, D.J. Silver             | Julee Cruise                | 5:08    |  |
| 6.                                         | "Better Than Me"                          | Chris Randall                                                         | Sister Machine Gun          | 4:01    |  |
| 7.                                         | "Whisper to a Scream (Birds Fly)"         | Ian McNabb                                                            | Soho                        | 5:26    |  |
| 8.                                         | "First Cool Hive"                         | Richard Hall                                                          | Moby                        | 5:16    |  |
| 9.                                         | "Bitter Pill"                             | Peele Wimberley                                                       | The Connells                | 3:41    |  |
| 10.                                        | "School's Out"                            | Alice Cooper, Michael Bruce, Glen Buxton, Dennis Dunaway e Neal Smith | The Last Hard Men           | 2:17    |  |
| 11.                                        | "Trouble In Woodsboro"/"Sidney's Lament"  | Marco Beltrami                                                        | Marco Beltrami              | 3:28    |  |
| Duração total:                             | Duração total:                            | Duração total:                                                        | Duração total:              | 46:30   |  |

## ScreameScream 2
Um CD com a música orquestrada de Beltrami dos filmes Scream e Scream 2 foi lançado pela gravadora Varèse Sarabande em 14 de Julho de de 1998. O lançamento apresentou apenas seis faixas — "Sidament's Lament", "Altered Ego", "A Cruel World", "Trouble in Woodsboro", "Chasing Sidney" e "NC-17" — com o tempo total de apenas 12 minutos, em comparação com mais de uma hora de música feita para o filme, além de que outros filmes têm em média entre 30 a 45 minutos de música. Alguns críticos presumiram que o pouco tempo foi resultado do alto custo que têm os compositores para venderem suas músicas, além da falta de vontade da Varèse em pagar.
A trilha sonora de Scream e sua sequência receberam críticas positivas, com Mikael Carlsson contemplando a do primeiro filme como "uma das mais intrigantes partituras de terror dos últimos anos". Filmtracks.com afirmou que a trilha atualmente tem um "status cult", concedendo-lhe 3 em 5 estrelas.

A seguir, estão as faixas lançadas em 1998 pela Varèse Sarabande:
| N.º            | Título                 | Duração |  |
| 1.             | "Sidney's Lament"      | 1:37    |  |
| 2.             | "Altered Ego"          | 2:47    |  |
| 3.             | "Trouble in Woodsboro" | 1:49    |  |
| 4.             | "A Cruel World"        | 1:53    |  |
| 5.             | "Chasing Sidney"       | 1:27    |  |
| 6.             | "NC-17"                | 3:03    |  |
| Duração total: | Duração total:         | 11:16   |  |

## Scream: Edição de Luxo(2011)
Reconhecendo a popularidade da música composta por Beltrami, a Varèse Sarabande publica, em 06 de junho de 2011, 2000 cópias de CDs intituladas Scream: The Deluxe Edition ou (Scream: Edição de Luxo, em português), que inclui a partitura completa da trilha sonora distribuída em 25 faixas num total de 63 minutos, 50 minutos a mais da versão lançada em 1998.
| Faixas         |                        |         |  |
| N.º            | Título                 | Duração |  |
| 1.             | "Dimension Logo"       | 0:19    |  |
| 2.             | "The Cue From Hell"    | 10:32   |  |
| 3.             | "Trouble In Woodsboro" | 1:57    |  |
| 4.             | "Sid's House"          | 1:12    |  |
| 5.             | "Red Herring"          | 2:17    |  |
| 6.             | "Killer Calls Sidney"  | 2:57    |  |
| 7.             | "Chasing Sidney"       | 1:29    |  |
| 8.             | "Cell Phone"           | 1:01    |  |
| 9.             | "Backdoor Gail"        | 0:49    |  |
| 10.            | "Schoolyard 2"         | 1:16    |  |
| 11.            | "Sid's Doubt"          | 1:27    |  |
| 12.            | "Bathroom"             | 3:03    |  |
| 13.            | "Mr. Himbry Gets It"   | 2:15    |  |
| 14.            | "Sheriff And Dewey"    | 1:25    |  |
| 15.            | "Tatum's Torture"      | 3:02    |  |
| 16.            | "Sidney Wants It"      | 3:11    |  |
| 17.            | "Dewey And Gail"       | 1:56    |  |
| 18.            | "Off To See Himbry"    | 0:47    |  |
| 19.            | "Killer Stabs Billy"   | 2:49    |  |
| 20.            | "Randy Almost Gets It" | 2:37    |  |
| 21.            | "Gail Crashes The Van" | 1:48    |  |
| 22.            | "They're Crazy"        | 9:49    |  |
| 23.            | "Sid Stabs Billy"      | 4:26    |  |
| 24.            | "Billy's Back"         | 1:15    |  |
| 25.            | "End Credits"          | 1:45    |  |
| Duração total: | Duração total:         | 63:28   |  |